# Canadair CL-41 Tutor
El Canadair CL-41 Tutor es un avión de entrenamiento a reacción de fabricación canadiense, empleado por la Real Fuerza Aérea Canadiense, (anteriormente conocido como Mando Aéreo de las Fuerzas Canadienses en la que se le denomina como CT-114 Tutor) y la Real Fuerza Aérea de Malasia.
El Tutor sirvió de avión de entrenamiento primario a las fuerzas armadas canadienses hasta que fue reemplazado por los CT-155 Hawk y CT-156 Harvard II en el año 2000.

## Variantes

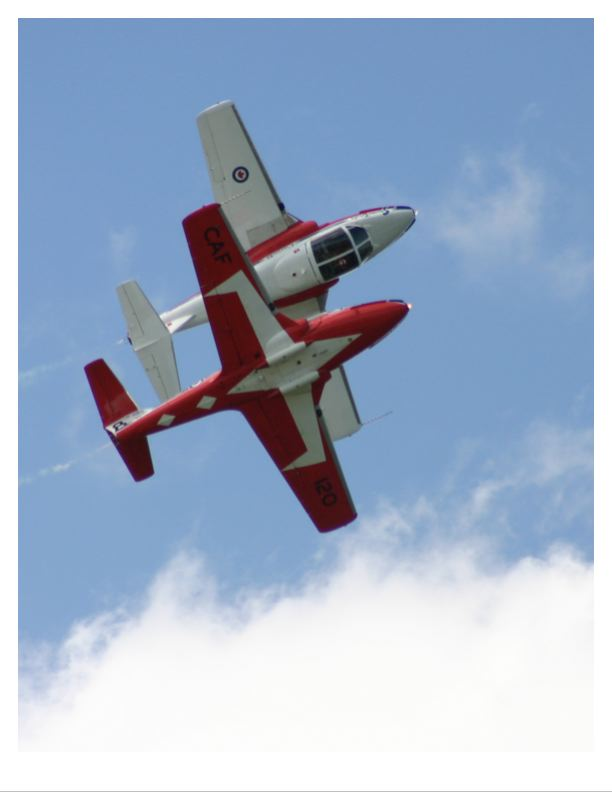
2 CL-41A de Malasia

CL-41
Dos prototipos, CF-LTW-X y CF-LTX-X usados para ingeniería del fabricante y programa de pruebas.
CL-41A
Se fabricaron un total de 190 entrenadores. Algunos se modificaron para el equipo acrobático Snowbirds (sistemas de generación de humo, etc.).
CL-41G
Versión específica para la Real Fuerza Aérea de Malasia. Se fabricaron un total de 20 unidades para ataque a tierra conocidas como Tebuan.
CL-41R
Conversión del CF-LTX-X con el morro de un CF-104 para demostración del uso de la aviónica y radar del CF-104 y el F-104G. No se produjo ningún avión de serie.

## Usuarios
| Canadá - Real Fuerza Aérea Canadiense (CT-114 Tutor) - Golden Centennaires - Mando Aéreo de las Fuerzas Canadienses (CT-114 Tutor) - 431 Air Demonstration Squadron | Malasia - Real Fuerza Aérea de Malasia |

## Especificaciones (CL-41 Tutor)
Referencia datos: Macdonald Aircraft Handbook

### Características generales
- Tripulación: 2 (estudiante e instructor)
- Longitud: 9,75 m
- Envergadura: 11,07 m
- Altura: 2,86 m
- Superficie alar: 20,44 m²
- Peso vacío: 2.195 kg
- Peso máximo al despegue: 5.000 kg
- Planta motriz: 1× turbojet Orenda J85-CAN-40.
  - Empuje normal: 0 kN (1 kgf; 3 lbf) de empuje.

### Rendimiento
- Velocidad máxima operativa (Vno): 782 km/h
- Alcance: 2519 km (1360 nmi; 1565 mi)
- Techo de vuelo: 13.560 m
- Régimen de ascenso: 4.220 ft/min

### Aeronaves similares
- HAL Kiran
- BAC Jet Provost
- Cessna T-37 Tweet
- Fokker S.14 Machtrainer
- Saab 105

### Secuencias de designación
- CL-28 - CL-30 - CL-41 - CL-44 - CL-66 - CL-84